# Arnaldo Cézar Coelho

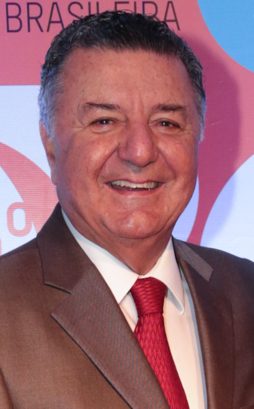

Arnaldo David Cézar Coelho (Río de Janeiro, 15 de enero de 1943) es un exárbitro internacional y comentarista brasileño.

## Carrera
Coelho se convirtió en árbitro en 1965, tras dirigir partidos de fútbol de playa, y se convirtió en internacional en 1968. Fue seleccionado para dirigir en la Copa Mundial de Fútbol de 1978 y la Copa Mundial de Fútbol de 1982, en la que se convirtió en el primer árbitro no europeo en dirigir una final, en el partido entre Italia y Alemania Federal en 1982. También dirigió en la Copa Mundial de Fútbol Juvenil de 1981 que se desarrolló en Australia donde árbitro en 2 partidos, el primero el que se jugó entre Alemania contras España que ganaron los primeros por 4-2 y luego sería el árbitro de la final entre los Alemanes y la selección de Catar partido que coronó al conjunto alemán luego de imponerse por 4-0.Tras finalizar su carrera arbitral se convirtió en comentarista de fútbol para la Rede Globo.